# Guillaume Dulac
Pour les articles homonymes, voir Dulac.

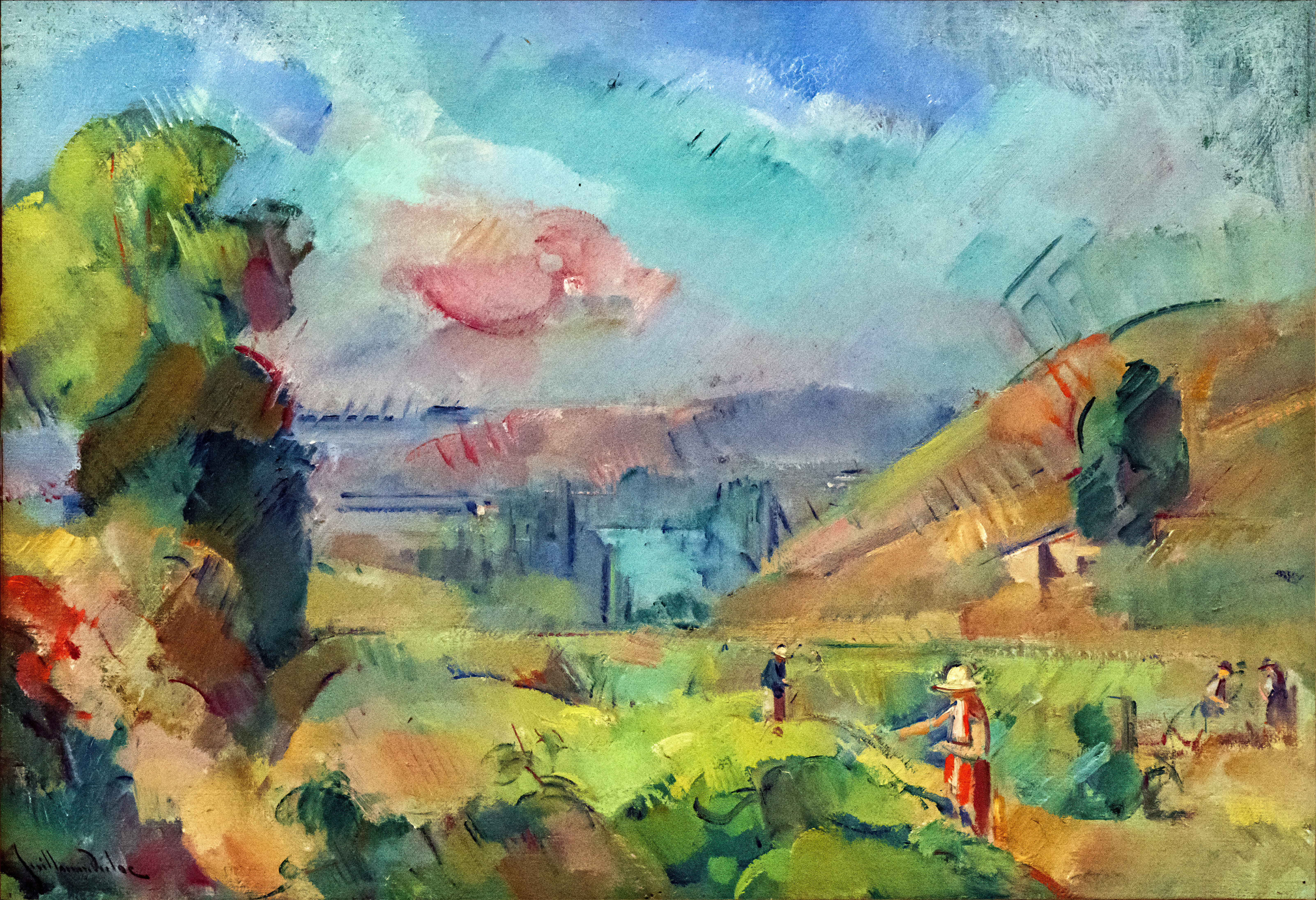
Vendanges en Quercy - Musée de Cahors

Joseph Georges Guillaume Dulac, né le 4 juillet 1883 à Fumel et mort par noyade dans la  Seine à Paris vers le     
21 novembre 1929 , est un peintre français.

## Biographie
Proche de Charles Camoin et d'Albert Marquet, Guillaume Dulac expose des paysages sous la forme de peintures sur toile au Salon des indépendants dès 1905, puis au salon de l'Union artistique de Toulouse en 1908 ; en 1909 et 1910, il est présent au salon de la Société nationale des beaux-arts.
Sa dernière exposition a lieu au Salon des Tuileries en juin 1929, il y montre les toiles Dormeuse et Conque marine.
Retrouvé noyé dans la Seine, il est inhumé le 14 décembre 1929 au cimetière parisien de Thiais (27e division), et ses restes y reposent jusqu'à la fin de la concession où ils ont été transférés probablement dans l'ossuaire du Cimetière du Père-Lachaise. 